# Alberto Otão I, Conde de Solms-Laubach
Alberto Otão I de Solms-Laubach (em alemão: Albert Otto I. von Solms-Laubach; em latim: Alberti Othonis Comitis Solmensis; 9 de dezembro de 1576 - 2 de março de 1610) foi nobre do Sacro Império Romano-Germânico dos séculos XVI e XVII. Era o quarto filho do conde João Jorge I e sua esposa Margarida I. Com a morte de seu pai em 1600, sucedeu-o como conde e herdou Laubach e o amt de Utphe e Solms. Em outubro de 1601, se casou com Ana de Hesse-Darmstadt com quem gerou descendência. Desde seus 18 anos, participou na Guerra dos Oitenta Anos ao lado dos protestantes e foi morto em combate. Como conde, foi sucedido por seu filho Alberto Otão II (r. 1610–1639).